# نانسي لوس
نانسي لوس (بالإنجليزية: Nancy Luce)‏ هي فنانة وشاعرة أمريكية، ولدت في 1814 في West Tisbury, Massachusetts ‏ في الولايات المتحدة، وتوفيت في 9 أبريل 1890.